# Zbyszek Glacier
Zbyszek Glacier är en glaciär i Antarktis. Den ligger i Sydshetlandsöarna. Argentina, Chile och Storbritannien gör anspråk på området. Zbyszek Glacier ligger 9 meter över havet.
Terrängen runt Zbyszek Glacier är kuperad norrut, men västerut är den platt. Havet är nära Zbyszek Glacier åt sydost. Trakten är obefolkad. Det finns inga samhällen i närheten. 